# Pristomyrmex trachylissus
Pristomyrmex trachylissus är en myrart som först beskrevs av Smith 1858.  Pristomyrmex trachylissus ingår i släktet Pristomyrmex och familjen myror.

## Underarter
Arten delas in i följande underarter:
- P. t. bicolor
- P. t. trachylissus